# Amtsgericht Lohr

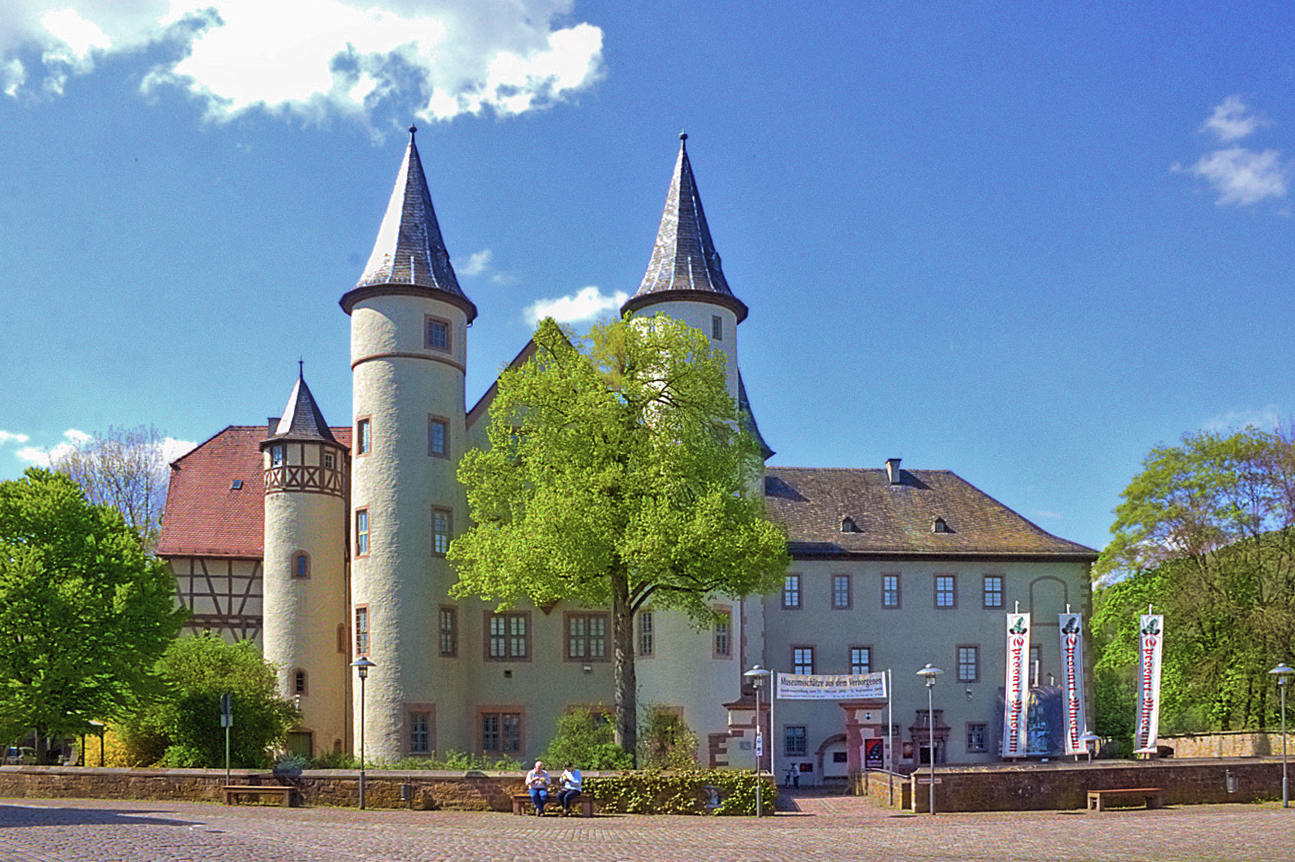
Blick auf das Lohrer Schloss von Osten, in dem das Gericht untergebracht war (2009)

Das Amtsgericht Lohr war von 1879 bis 1973 ein eigenständiges Gericht der ordentlichen Gerichtsbarkeit in Lohr am Main.

## Geschichte
Lohr war Sitz von Oberamtmännern der Kurfürsten von Mainz. Mit dem Übergang an das Königreich Bayern 1816 wurde in Lohr ein Landgericht älterer Ordnung errichtet. Die Landgerichte waren im Königreich Bayern Gerichts- und Verwaltungsbehörden, die 1862 in administrativer Hinsicht von den Bezirksämtern und 1879 in juristischer Hinsicht von den Amtsgerichten abgelöst wurden.
Anlässlich der Einführung des Gerichtsverfassungsgesetzes am 1. Oktober 1879 wurde daher ein Amtsgericht zu Lohr errichtet, dessen Sprengel aus dem bisherigen Landgerichtsbezirk Lohr gebildet wurde.
Das Amtsgericht Lohr wurde 1973 aufgehoben. Der Bezirk des Amtsgerichts Lohr fiel dem Amtsgericht Gemünden am Main zu.

## Gebäude
Das Gericht befand sich im Lohrer Schloss, einer denkmalgeschützte Schlossanlage.

## Übergeordnete Gerichte
Dem Amtsgericht in Lohr war das Landgericht Aschaffenburg übergeordnet. Zuständiges Oberlandesgericht war das Oberlandesgericht Bamberg.